# 欧奈
欧奈（法語：Aulnay，法語發音：[onɛ]）是法国滨海夏朗德省的一个市镇，位于该省东部偏北，属于圣让当热利区。

## 地理
欧奈（46°1'15"N, 0°20'49"W）面积30.97 平方千米，位于法国新阿基坦大区滨海夏朗德省，该省份为法国西部滨海省份，北起旺代省，西临大西洋，南至吉倫特省，东南接多爾多涅省，东北接德塞夫勒省接壤，东临夏朗德省。
与欧奈接壤的市镇（或旧市镇、城区）包括：谢博尼耶尔、孔特雷、布托讷河畔当皮埃尔、帕耶、布雷杜瓦尔河畔圣芒代、拉维勒迪约、维勒莫兰、里沃德布托讷。

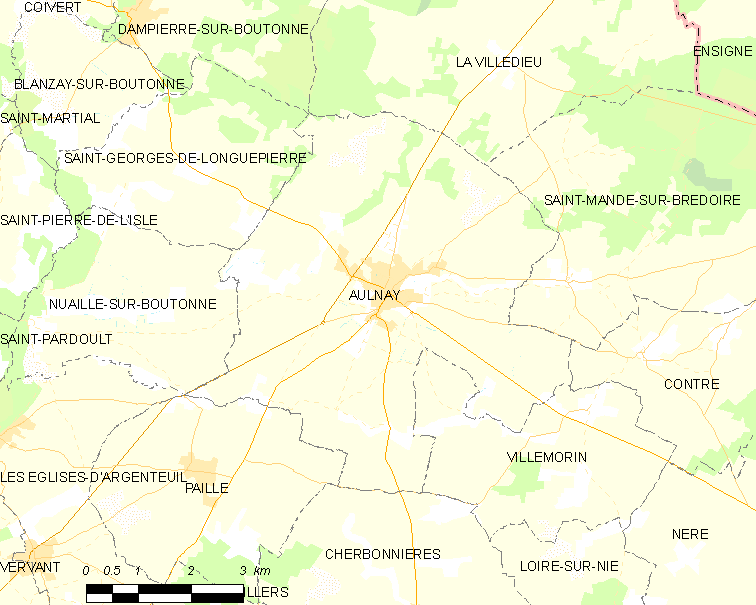
欧奈的OSM定位图

欧奈的时区为UTC+01:00、UTC+02:00（夏令时）。

## 行政
欧奈的邮政编码为17470，INSEE市镇编码为17024。

## 政治
欧奈所属的省级选区为马塔县。

## 人口

1962-2008年间欧奈人口变化图示

欧奈于2022年1月1日时的人口数量为1359人。

## 交通
滨海夏朗德省的省道D121线、D129线、D133线、D222E2线和D950线等在境内交汇。